# Сатурнизъм
Сатурнизъм е медицинско състояние на отравяне с олово, което се изразява в (понякога непредотвратими) поражения на централната нервна система (треперене на крайниците, повишена възбудимост), на бъбреците, сърдечно-съдовата система и репродуктивните способности.
Сатурнизмът се счита за професионално заболяване при миньори, бояджии и работещи в оловно-цинковата индустрия. Изразява се в отлагане под формата на тъмносива или зелено-черна ивица на оловен сулфид по венците. Измежду всички известни и диагностицирани в България професионални отравяния той има най-специфичната клинична картина. Характерните симптоми, по които почти без съмнение се диагностицира този вид отравяне, са коремните колики, порфирията, анемичният и полиневритният синдром.
Конвенция на Международната организация на труда забранява химическите препарати, водещи до сатурнизъм.